# Château de Nanteuil (Huisseau-sur-Cosson)
Le Château de Nanteuil est un château privé situé en France sur la commune de Huisseau-sur-Cosson, dans le département de Loir-et-Cher en région Centre-Val de Loire.

## Histoire

### La Seigneurie de Nanteuil
Un document daté du 30 décembre 1749 mentionne un seigneur de Nanteuil, Geoffroi Barbelle qui aurait vécu vers 1151.
Au XVIe siècle, le seigneur de Nanteuil se nomme Jean Courtin (1544-1634) et est écuyer. Ses descendants garderont le titre de père en fils jusqu'au XVIIIe siècle : 
- Jean Courtin, écuyer, seigneur de Nanteuil, La Grange-Rouge, Clénord, La Beausserie et la Beuvrière, né à Blois le 2 décembre 1577. Il est aussi conseiller du roi et son procureur au bailliage, siège présidial, chambre des comptes, eaux et forêts du comté de Blois. Il meurt à Blois le 6 mai 1626 et est inhumé dans la chapelle des Courtin à l'église Sainte-Solenne[3].
- Jacques Courtin, écuyer, seigneur de Nanteuil et Clénord, conseiller et procureur du roi au bailliage et présidial de Blois ; il est maintenu en noblesse le 27 janvier 1667 par ordonnance de d’Aubray, comte d’Offémont, intendant d'Orléans. Il meurt entre 1707 et 1714[3].
- François Antoine Courtin, chevalier, seigneur de Nanteuil et de la Morandière, lieutenant-colonel d’infanterie[3].

Les biens sont saisis en 1738 ; le château appartient ensuite à la famille Chevalier, dont Jean-Baptiste Chevalier avant son départ pour Chandernagor en 1751 ; son fils vend le château à Laurent Lefèvre en 1810.

### Le château actuel et ses occupants
Le château connaît ensuite de nombreux propriétaires parmi lesquels le marquis Sosthène Gonzalve de Broc et son fils Hervé de 1863 à 1876, le baron Hamelin en 1891, la famille Margueritte de 1891 à 1904, le comte et la comtesse de Belot (famille Jacob) de 1905 à 1921.
En 1921, un Anglais, William Gardnor-Beard, achète le château et, avec son épouse Anne-Marie Denisane, ils accueillent des étudiants anglais pour parfaire leur apprentissage du français. Après son décès en 1938, son épouse se remarie avec le Comte Pierre de Bernard de la Fosse.
Pendant la Seconde Guerre mondiale, le château est occupé par l'armée allemande. Le comte et la comtesse font partie du réseau Buckmaster (Adolphe/Prosper) et sont arrêtés pour faits de résistance (réceptions de parachutages et détention d'armes) en septembre 1943. Le comte de Bernard est déporté à Buchenwald ; la comtesse de Bernard est déportée en janvier 1944 ; elle fait partie du convoi des 27 000 (en référence aux numéros des matricules) à destination de Ravensbrück où elle rencontre Geneviève Anthonioz-de Gaulle. En l'absence des propriétaires, le château est géré par la nourrice anglaise des deux filles de la comtesse, elles-mêmes impliquées dans la résistance,. Libérés en avril 1945 et de retour à Nanteuil en juillet 1945, le comte et la comtesse de Bernard reprennent l'accueil d'étudiants anglais jusqu'en 1968.
Le Général de Gaulle vient au château en visite privée le 24 octobre 1949.
La comtesse Anne-Marie de Bernard est nommée chevalier de la Légion d'honneur en août 1955.

## Architecture
Le site se compose du bâtiment principal, des écuries et d'une ancienne glacière en pierre recouverte de terre.
Le château actuel est construit au XVIIIe siècle sur des bases plus anciennes, en bordure de la rive nord du Cosson. Il est ensuite modifié au XIXe siècle puis restauré en 1975.
Différentes cartes permettent de suivre ces évolutions : plan du XVIIIe siècle, cadastre napoléonien de 1827, plan du XIXe siècle.

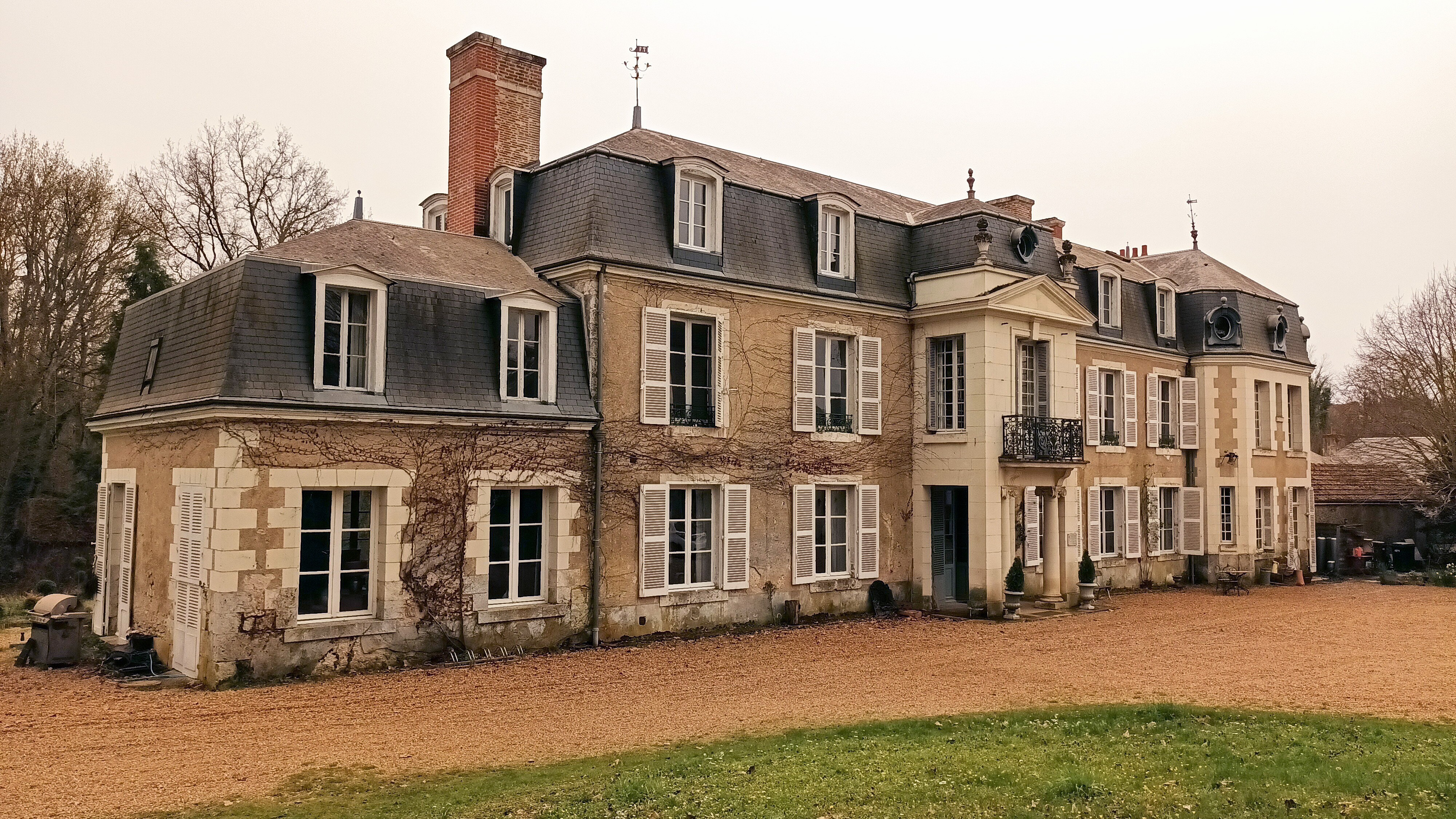
Façade nord.
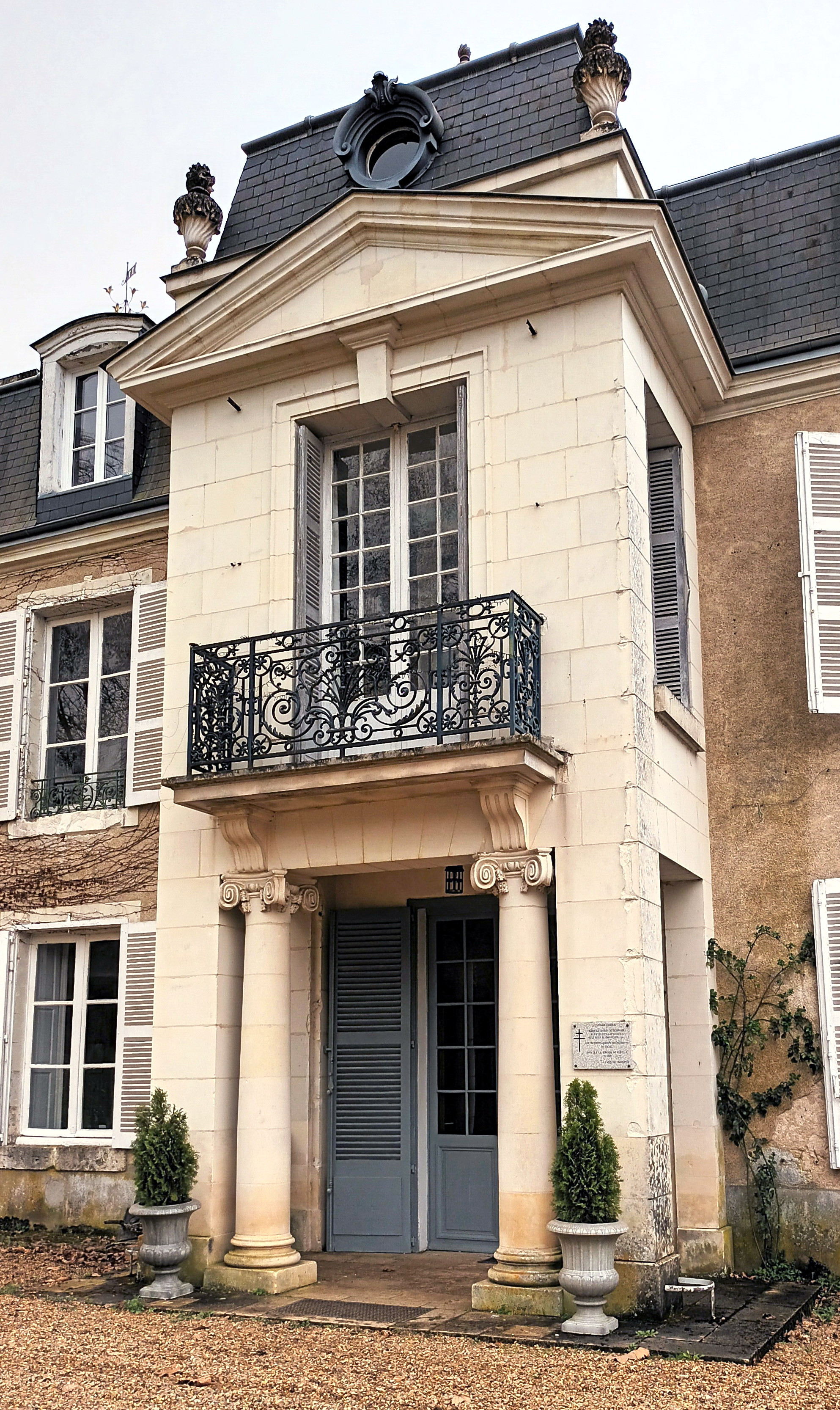
Entrée du château.
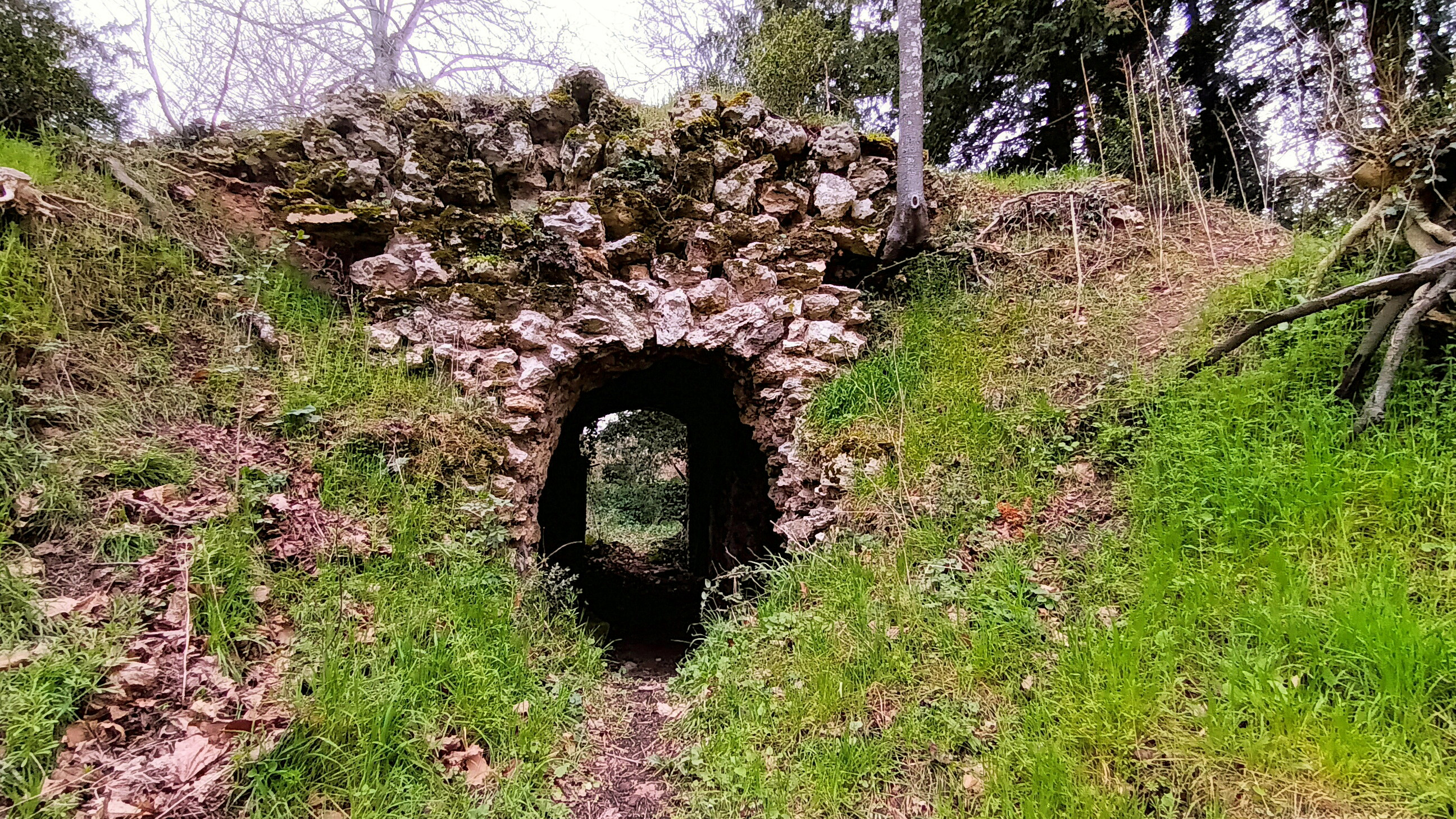
Glacière.

Le bâtiment se compose d'un corps de logis de deux niveaux à huit travées, complété à l'est par un pavillon plus bas. Le tout comporte un étage de comble coiffé d'un toit en ardoise.
L'entrée est en avant-corps, encadrée par deux colonnes et surmontée d'un fronton triangulaire.

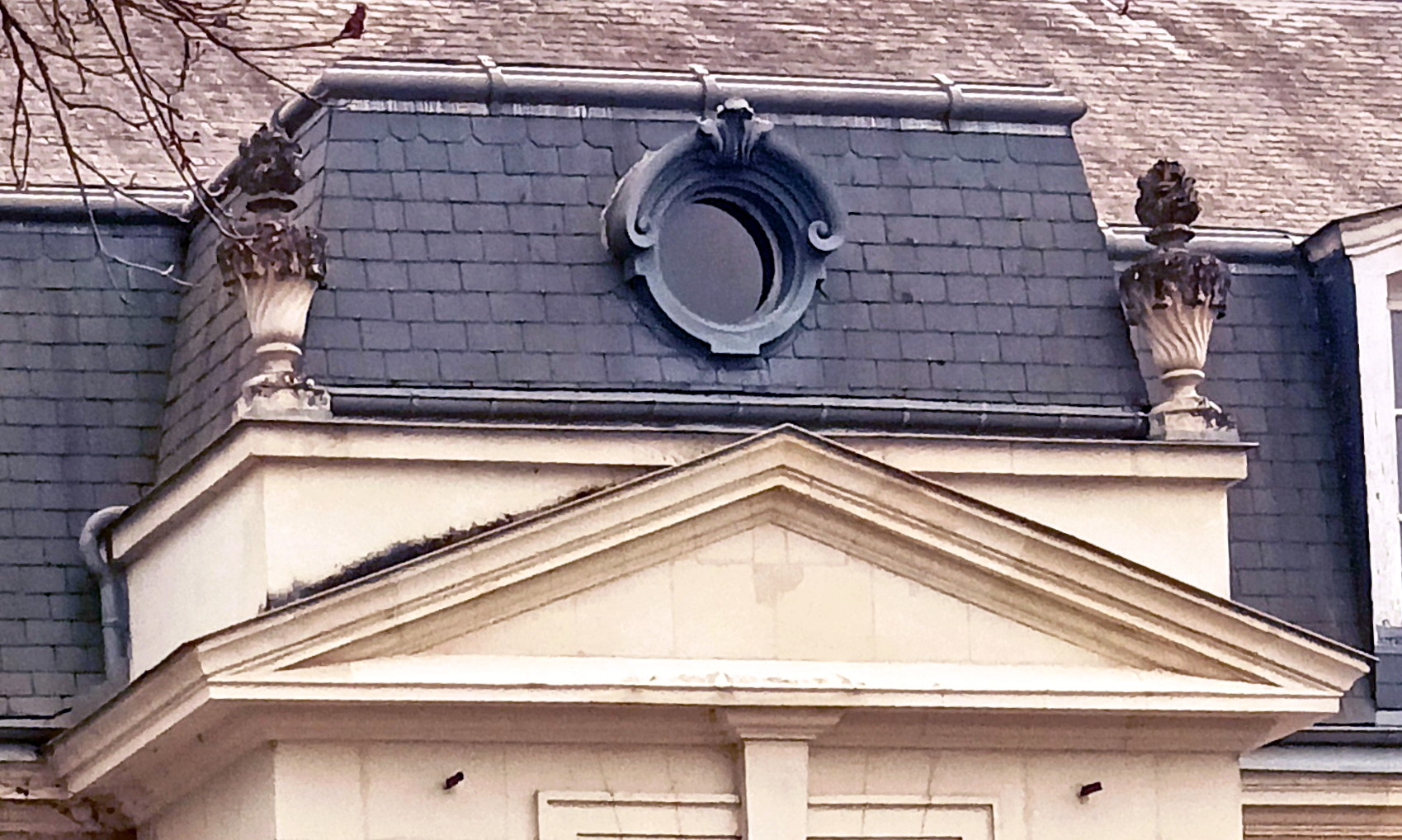
Détail de l'entrée.
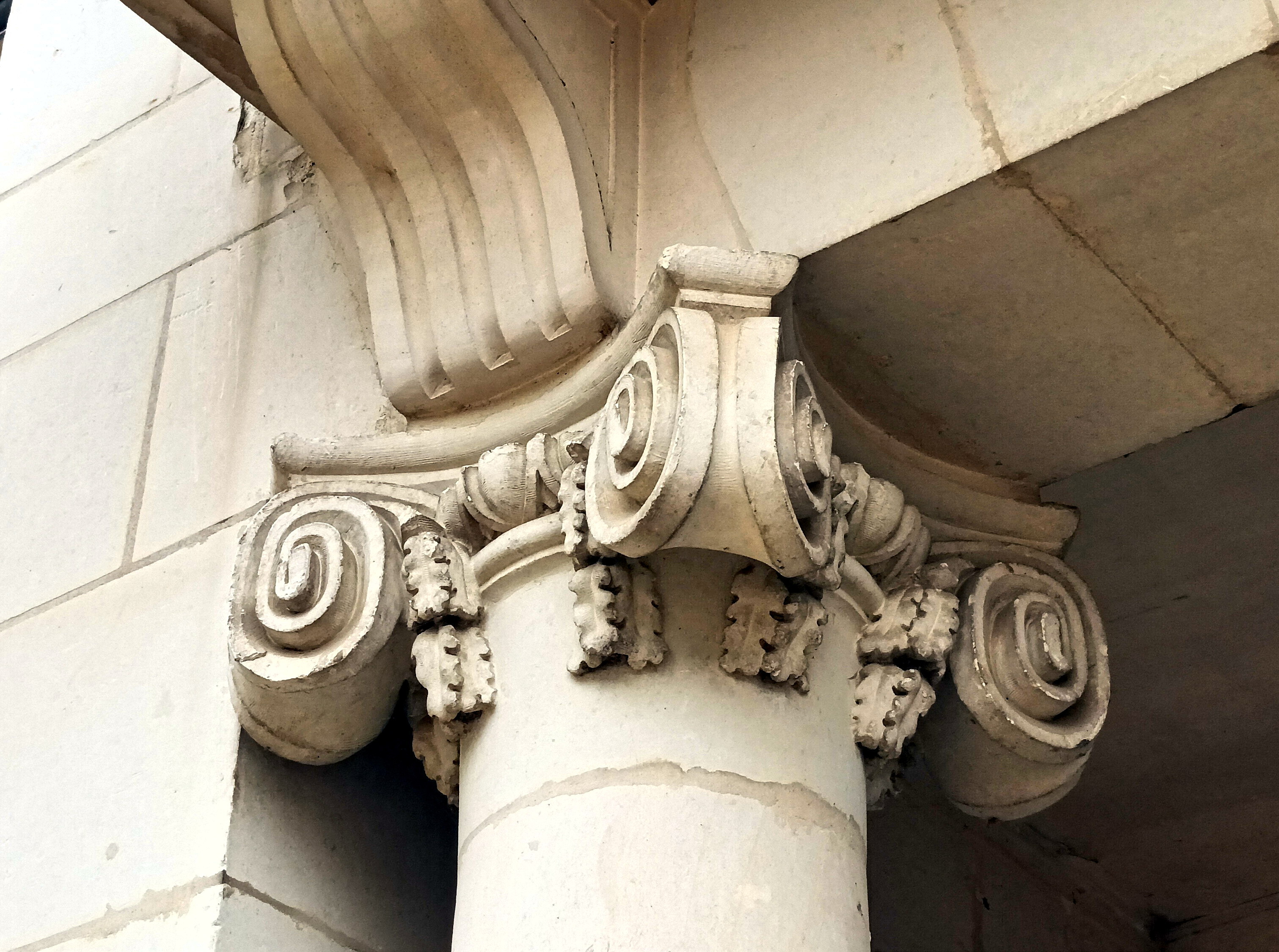
Détail des colonnes.
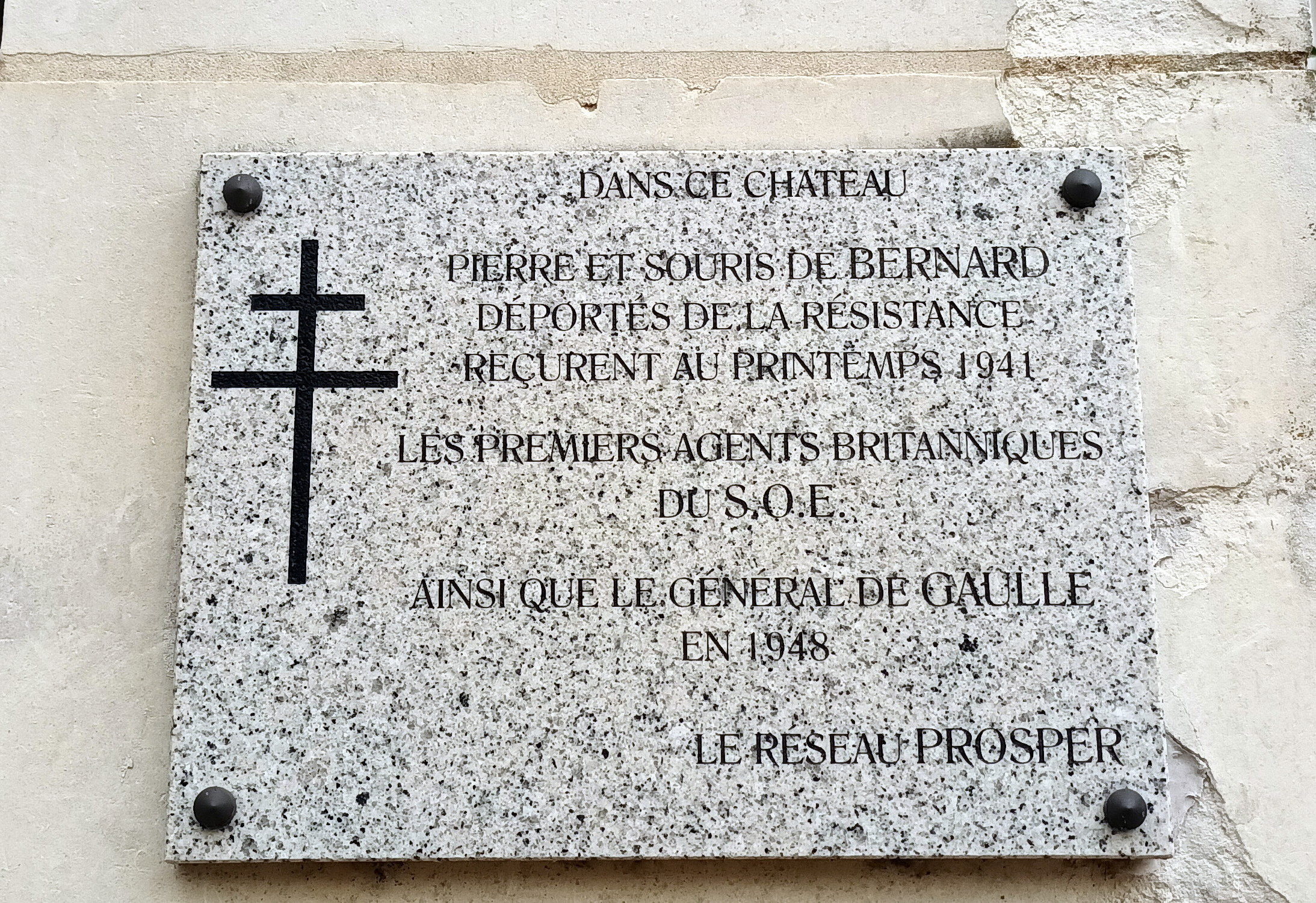
Plaque commémorative.